# Banes
Banes è un comune di Cuba, situato nella provincia di Holguín.
La provincia è classificata come uno dei territori cubani con maggior patrimonio storico e tradizionale e Banes è considerata la capitale archeologica del paese. Uno dei luoghi archeologici più emblematici del comune è il Chorro de Maíta, un antico villaggio aborigeno dedito all’agricoltura, all’interno del quale venne scoperto un cimitero di agricoltori di ceramica.

## Luoghi di interesse
Lungo la costa del municipio di Banes si situano le spiagge di Guardalavaca, uno dei punti turistici più importanti di Cuba. Presso la zona di Guardalavaca sono degni di nota alcuni siti balneari come Playa Esmeralda e Playa Pesquero.